# نشر ذاتي
النشر الذاتي (بالانجليزية:Self-Publishing) هو نشر وسائل الإعلام من قبل مؤلفتها او مؤلفها على نفقتهم الخاصة، دون تدخل من دار نشر. يشير المصطلح عادةً إلى الوسائط المكتوبة، مثل الكتب والمجلات، إما على شكل كتاب الكتروني أو كنسخة مادية باستخدام تقنية الطباعة عند الطلب. قد ينطبق أيضًا على الألبومات والنشرات والكتيبات والألعاب ومحتوى الفيديو والأعمال الفنية. أدب الإنترنت هو أيضًا وسيلة رئيسية للنشر الذاتي.

## تعريفات
على الرغم من أن النشر الذاتي ليس بظاهرة جديدة، فأن تاريخه يعود إلى القرن الثامن عشر، فقد تحول خلال عصر الإنترنت مع التقنيات والخدمات الجديدة التي توفر بدائل متزايدة للنشر التقليدي، لتصبح سوقًا تبلغ قيمتها مليار دولار. ومع ذلك، مع زيادة سهولة النشر ونطاق الخدمات المتاحة، نشأ التباس حول ما يشكل النشر الذاتي. في عام 2022، أنتجت جمعية المؤلفين ونقابة الكتاب في بريطانيا العظمى دليلًا مجانيًا يمكن تنزيله لمختلف أنواع النشر المتميزة المتاحة حاليًا.

## تاريخ
تاريخيًا، اختار بعض المؤلفين النشر الذاتي. من الأمثلة الناجحة جون لوك، جاين أوستن، إيميلي ديكنسون، ناثانيال هاوثورن، مارتن لوثر، مارسيل بروست، دريك والكوت، والت ويتمان. في عام 1759، نشر الكاتب البريطاني الساخر لورنس ستيرن المجلدين الأولين من تريسترام شاندي. في عام 1908، باع عزرا باوند (سيارة لوم سبنتو) مقابل ستة بنسات لكل منها. نُشر كتاب فرانكلين حيرام كينغ "المزارعون في أربعين قرنًا" ذاتيًا في عام 1911، ثم نُشر لاحقًا تجاريا. في عام 1941، اختارت فرجينيا وولف أن تنشر بنفسها روايتها نشرا ذاتيا. كان النشر الذاتي معروفًا أيضًا في الموسيقى: نشر جوزيف هايدن بعض مؤلفاته ذاتيا.

## وصمة عار
الناشرون التقليديون انتقائيون للغاية فيما ينشرونه، ويرفضون معظم المخطوطات المقدمة إليهم. على الرغم من هذا الاختيار الدقيق، يقومون بعد ذلك بتعيين محرر لصقل العمل بشكل أكبر، وقارئ مصحح للتحقق من الأخطاء ومصمم لإنتاج الغلاف. من دون دعم، من غير المرجح أن ينتج مؤلف النشر الذاتي كتابًا بهذا المعيار المهني، إلا إذا كان موهوبًا بشكل كبير. لهذا السبب، اكتسبت الكتب المنشورة ذاتيًا سمعة مستحقة لكونها أقل جودة من الكتب السائدة.
قبل ظهور الإنترنت و (الطباعة عند الطلب)، كان على معظم مؤلفي النشر الذاتي اللجوء إلى مطبعة الغرور(Vanity press)، والتي كانت مكلفة للغاية وكانت بمثابة عائق أمام النشر. الآن، يمكن نشر الكتب الإلكترونية بدون تكلفة تقريبًا وقد غمر السوق بالكتب ذات الإنتاج السيئ. يقدر البعض أن ما يصل إلى 70٪ من الكتب الإلكترونية المنشورة سيئة للغاية، ولا يمكن قراءتها.
ومع ذلك، فإن بعض المؤلفين المنشورين ذاتيًا يتخذون الآن نهجًا احترافيًا، وذلك باستخدام خدمات مثل مجموعات النقد وقراء النسخة التجريبية والمحررين والمصممين المحترفين لصقل أعمالهم إلى مستوى احترافي مكافئ للنشر التقليدي.  هؤلاء المؤلفون يحققون نجاحًا مكافئًا للكتاب المنشورين تقليديًا، مما يضفي الاحترام على النشر الذاتي.

## مزايا النشر الذاتي
1. السرعة. في النشر التقليدي، يجب على المؤلف أولاً العثور على وكيل، ثم يجب على الوكيل العثور على ناشر، ثم قد يستغرق الأمر عامًا أو أكثر حتى يمر الكتاب بعملية التحرير ويتم تخصيص "فتحة" في تقويم الناشر. مع النشر الذاتي، من الممكن إصدار كتاب في غضون أسابيع قليلة بعد انتهائه.[9]

2. لا توجد تكاليف بدء التشغيل. لا يكلف تحميل كتاب إلى معظم منصات النشر شيئًا، ولا يتعين دفع ثمن النسخ المطبوعة حتى يطلب العميل ذلك.
3. التحكم الفني. قد يطلب الناشر التقليدي تغييرات لتلبية متطلبات السوق.
4. التحكم في التسعير. يقرر المؤلف السعر ويمكن أن يتغير في أي وقت. وقد يكسب المؤلفون المنشورون ذاتيًا من أربعة إلى خمسة أضعاف كل وحدة مما لو كان المؤلف يعمل مع ناشر تقليدي، وأحيانًا 70 بالمائة من سعر البيع.
5. عرض الكتب مباشرة على القراء. لا يوجد وسيط يفرض رقابة على ما قد يُعرض للجمهور. الطريق إلى القراء أكثر مباشرة.

## عيوب النشر الذاتي
1. وصمه عار. لا يزال يتعين على الكتب المنشورة ذاتيا مكافحة التحيز الناجم عن نقص الحراس لضمان الجودة.

2. لا وجود مادي. يوزع الناشرون التقليديون كتبهم على متاجر بيع الكتب الرئيسية على أساس البيع أو الإرجاع، وهو أمر لا يمكن أن يتحمله المؤلف الذي ينشر ذاتيًا، والمكتبات تطلب بشكل روتيني من كتالوجات الناشر.
3. لا مقدمة. عادة ما يدفع الناشرون التقليديون دفعة مقدمة، لذلك يتلقى المؤلف بعض المدفوعات مقابل الكتاب حتى لو لم ينجح ذلك.
4. لا يوجد دعم مجاني. يدفع الناشرون التقليديون جميع التكاليف المرتبطة بإنتاج الكتاب، وسيوفرون محررًا ومصممًا للغلاف على نفقتهم.
5. الكلفة. والنتيجة الطبيعية الواضحة لما سبق هي أن المؤلف الذي ينشر بنفسه يجب أن يدفع جميع نفقاته الخاصة. على الرغم من إمكانية نشر كتاب مجانًا، إلا أن التسويق والترويج مكلفان.
6. التسويق والترويج مستهلكان للوقت ومكلفان. التسويق مهمة لا يتقن الكثير من المؤلفين القيام بها. الكاتبة البريطانية راشيل أبوت كانت تعمل "14 ساعة" للترويج لكتابها "الأبرياء فقط". بينما وصلت في النهاية إلى مخطط Kindle الأكثر مبيعًا في المملكة المتحدة، كانت لا تزال تواجه صعوبة في إقناع عالم النشر بأخذ كتابها على محمل الجد. يعتقد كاتب آخر، روس باربر، أن النشر الذاتي هو "فكرة رهيبة للروائيين الجادين" لأن متطلبات تسويق الكتاب والترويج له ستمنع المرء من الكتابة، ويواصل التوصية بالنهج التقليدي.
7. سرقة فكرية. من السهل نسبيًا تنزيل نص كتاب إلكتروني وإعادة نشره مع تغييرات طفيفة تحت عنوان مختلف.

## منصات النشر

### كيندل للنشر المباشر
تعد كيندل للنشر المباشر اكبر منصة للنشر الذاتي.

## كتب مشهورة نشرت ذاتيا
تعد كتب مثل المريخي (رواية) للكاتب آندي وير ورواية صوف للكاتب هيو هاوي وكذلك خمسون درجة من جراي من اكثر الكتب المنشورة ذاتيا شهرة.